# Chrétien-Guillaume de Lamoignon de Malesherbes

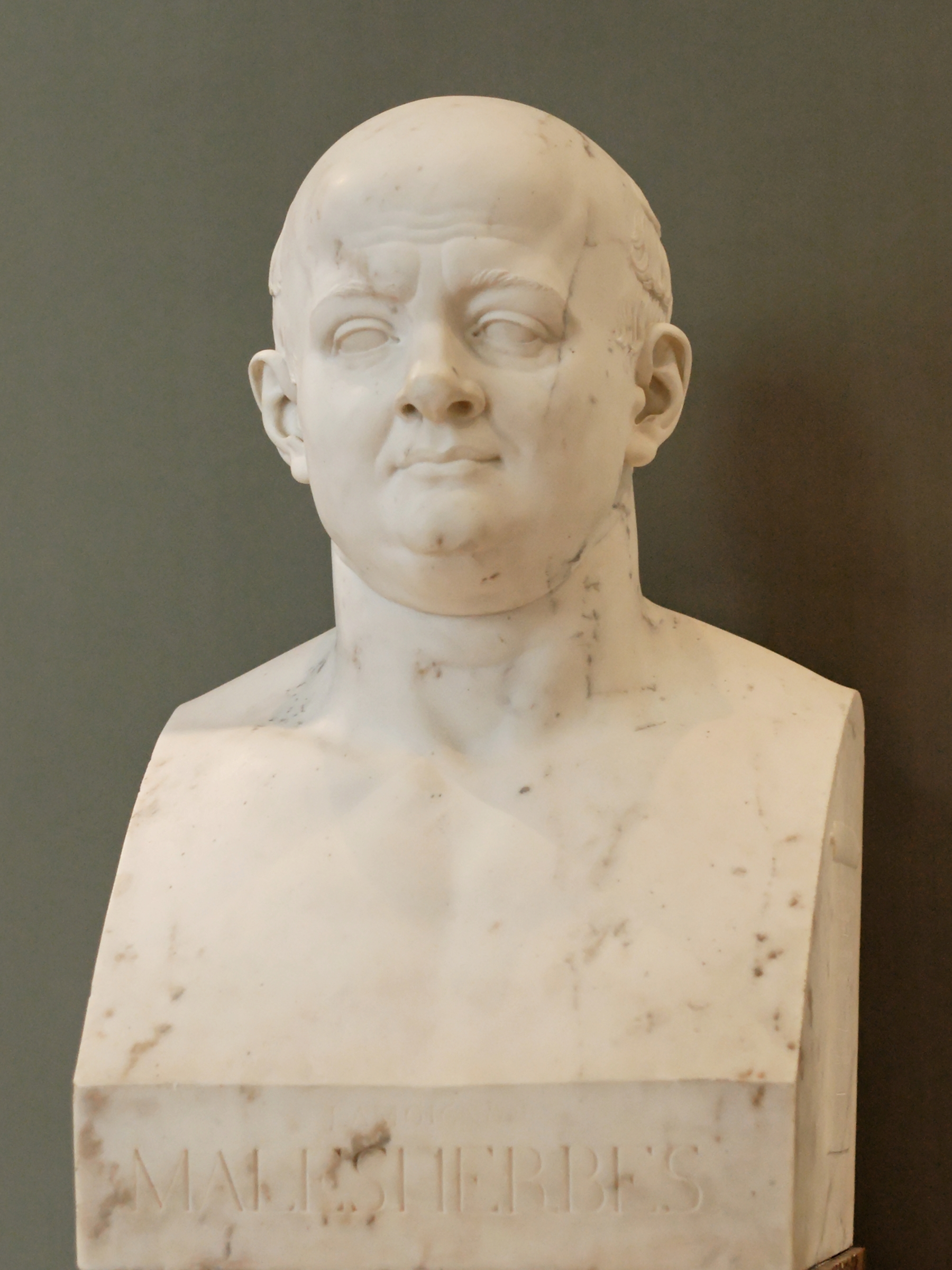
Buste van Malesherbes in het Louvre

Chrétien-Guillaume de Lamoignon de Malesherbes, beter bekend als Malesherbes of Lamoignon-Malesherbes (Parijs, 6 december 1721 - 22 of 23 april 1794) was een fiscalist, hoofd van het boekwezen, beschermheer van Jean-Jacques Rousseau, minister en in 1793 de advocaat van koning Lodewijk XVI van Frankrijk. Hij stierf net als de koning onder de guillotine.
Malesherbes was een sleutelfiguur met betrekking tot het ontstaan van het Franse auteursrecht. Hij drukte zijn stempel op het belastingstelsel, de verhouding van de Franse staat tot het protestantisme, het strafrecht, het misbruik van de Lettres de cachet, en de wantoestanden in de Franse gevangenissen.

## Biografie
Geboren in Parijs in een familie van advocaten behorend tot noblesse de robe, was hij voorbestemd tot een rechtenstudie. Malesherbes richtte zich evenwel op de natuurkunde. In 1750 werd zijn vader, Guillaume de Lamoignon van Blancmesnil, tot kanselier benoemd, en Malesherbes werd belast met de leiding over het departement van de censuur (Directeur van de Bibliotheek) en Eerstaanwezend Voorzitter van het Hof van Beroep (voor Financiën , 'Cour des aides'). Hij had ongeveer 130 man onder zich.

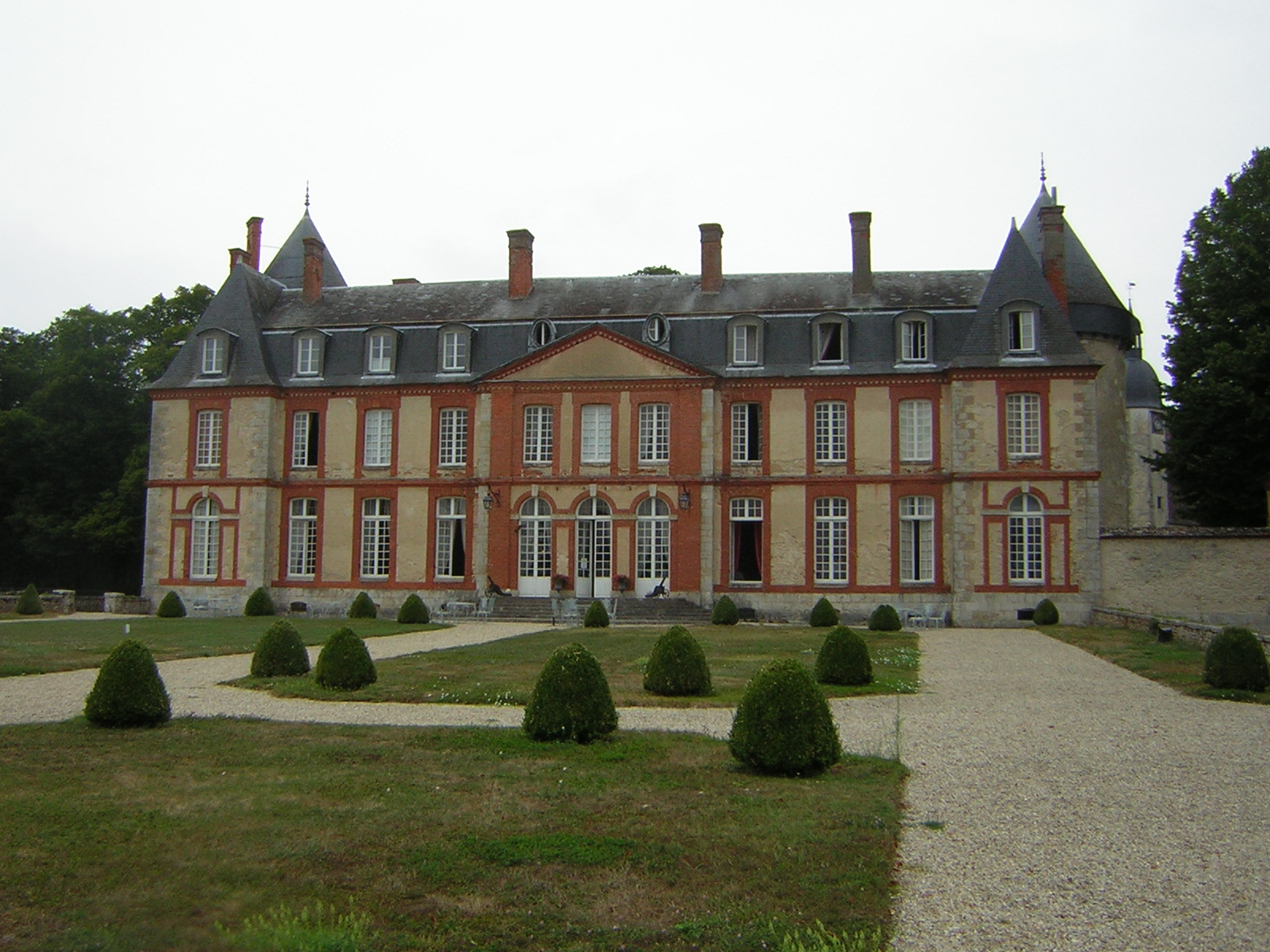
Château de Malesherbes.

Van 1750 tot 1763 bepaalde Malesherbes wat er in Frankrijk aan boeken op de markt kwam. Malesherbes was filosofisch en liberaal en liet toe dat de eerste zeven delen van de Encyclopédie door Diderot en d'Alembert werden uitgegeven. Vervolgens ging de onderneming ondergronds en volgden nog negen delen.

## Malesherbes en deVerlichting
Malesherbes zag met enige zorg dat het werk van de populaire schrijver Jean-Jacques Rousseau in Amsterdam werd uitgegeven. Hij bood Rousseau aan gebruik te maken van de diplomatieke post, voor het verzenden van de drukproeven van Julie. Malesherbes schrapte meer dan honderd bladzijden in de Parijse editie en in het exemplaar dat bestemd was voor Madame de Pompadour, schrapte hij een hele zin en liet een nieuwe pagina drukken en inplakken.
Rousseaus brievenroman Julie was een ongekende hype en Malesherbes liet in het geheim zijn volgende boek Emile in Frankrijk uitgeven. Het boek over de opvoeding verscheen met zijn stilzwijgende goedkeuring. Rousseau veroorzaakte met zijn door een Savoiaardse kapelaan verkondigde ketterse ideeën een publiek schandaal.
In dezelfde tijd kwamen ook de Jezuïeten in Frankrijk onder druk te staan. Rousseau, die leed aan angsten en waanvoorstellingen en een probleem had met zijn katheter, was bang dat ze zich met de uitgave van zijn nieuwste boek bemoeiden. Malesherbes kwam persoonlijk langs in Montmorency om hem gerust te stellen. Rousseau schreef hem vier brieven, misschien het enige in zijn leven dat hij moeiteloos had geschreven. Malesherbes liet de brieven in Parijs circuleren.
De rechtbank kwam in actie en besloot tot opsporing en aanhouding van de schrijver. Volgens sommige leden moesten niet de boeken, maar de schrijver worden verbrand. Rousseau vluchtte in juni 1762 naar Zwitserland.

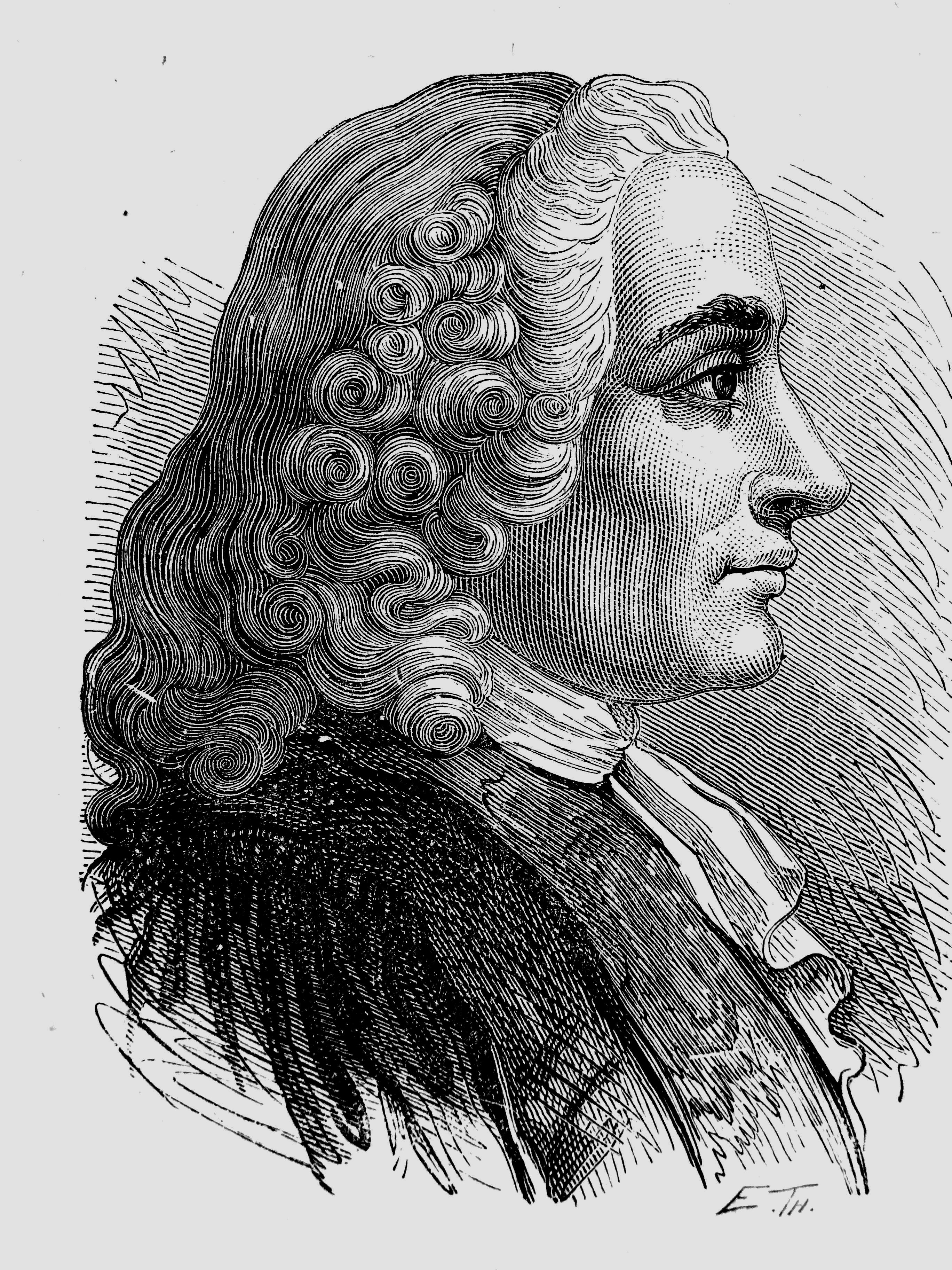
Guillaume-Chrétien de Lamoignon de Malesherbes

In 1763 moest Malesherbes opstappen en het beleid ten voordele van de Verlichtingsfilosofen werd teruggedraaid. Dit beleid, vaak liberaal of verlicht genoemd, had ook duistere kanten. Geleid door intriges van Voltaire werd schrijvers zoals Laurent de Beaumelle en Élie-Cathérine Fréron, die niet door één deur met Voltaire konden, het leven zuurgemaakt, met opsluiting in de Bastille, en inbeslagname van boeken (Voltaire kende slechts één soort persvrijheid: de zijne). Na de opname van Voltaire in de Académie française leidde Voltaire als insider politierazzia's tegen boekhandelaren en uitgevers, waarvan sommigen opgesloten en geruïneerd werden.

## Onder Lodewijk XVI
In 1771 werd het Parlement van Parijs hervormd door minister Maupeou - hun macht ingeperkt en de verkoopbaarheid van de ambten afgeschaft. Malesherbes pleitte voor het voortbestaan, maar werd verbannen naar zijn buitenverblijf. Malesherbes hield zich bezig met botanie en concentreerde zich op zijn beroemde oprijlaan. In 1775 werd Malesherbes verkozen tot lid van de Académie française.
Malesherbes was een overtuigd monarchist en was tweemaal minister onder Lodewijk XVI, negen maanden in een kabinet Anne Robert Jacques Turgot (1775-1776), die menig voorstel deed tot hervorming en aanzwengelen van de economie, maar ontslag nam toen ze werden weggestemd. De koning, die zichzelf niet geschikt achtte voor de kroon, prees hem als een gelukkig mens. Hij was nog een tweede keer minister (1787) onder Étienne Charles de Loménie de Brienne. In die positie liet hij het Edict van Versailles (1787) afkondigen, waarin een zekere mate van godsdienstvrijheid en burgerlijke stand voor niet-katholieken werd toegestaan.
Toen Lodewijk XVI in de problemen was geraakt - Malesherbes had eerder de positie van de koning met die van Karel I van Engeland vergeleken - en de Nationale Conventie eind december 1792 over zijn lot wilde beslissen, bood de oude en gepensioneerde Malesherbes aan hem te verdedigen, samen met de bekwame advocaten Raymond de Sèze en François Tronchet. Ze kregen maar tien dagen de tijd om de stukken te bestuderen. Ze klampten zich vast aan het argument dat de Conventie niet het recht had de koning te berechten omdat het geen erkend juridisch college was. De diepe indruk die de bekwame verdedigers maakten, noopte de Montagnards, die de Sansculotten vertegenwoordigden, de spelregels van het proces te wijzigen om Lodewijk toch veroordeeld te krijgen.
Hij werd samen met verschillende van zijn familieleden gearresteerd tijdens de Terreur van de Franse Revolutie. Hij stierf, evenals een dochter en een kleindochter, onder de guillotine. Toen hij uit de gevangenis geleid werd om plaats te nemen in de kar naar de guillotine, struikelde hij naar verluidt over een steen en merkte op "Dit is een slecht voorteken; een Romein, in mijn plaats, zou rechtsomkeer maken".

## Trivia
- Hij raadde de erfgenamen van Jean de La Fontaine aan een proces te beginnen tegen de uitgever, hetgeen leidde tot de beslissing dat rechten op zijn werk zich leenden voor vererving.[8]
- Een van zijn kleindochters werd de moeder van Alexis de Tocqueville.[9]

- Bibliothèque nationale de France: cb12041706h (data)
- Catàleg d'autoritats de noms i títols de Catalunya: 981058517668506706
- CiNii: DA02825202
- Gemeinsame Normdatei: 118781413
- International Standard Name Identifier: 0000 0001 1070 6320
- Library of Congress Control Number: n81052401
- Bibliotheek van het Japanse parlement: 00621056
- Nationale Bibliotheek van Tsjechië: jcu2016900313
- Nationale Bibliotheek van Israël: 987007275392005171
- Nederlandse Thesaurus van Auteursnamen: 06869475X
- Istituto Centrale per il Catalogo Unico: TO0V025469
- LIBRIS: 347329
- SNAC: w6ks78s9
- Système universitaire de documentation: 028617894
- Virtual International Authority File: 73870973
- WorldCat: E39PBJf48j8HPrVgFqc7FQ8KVC